# Aces & Eights
Aces & Eights was een professioneel worstelstable in Total Nonstop Action Wrestling (TNA) waar de leden eerst gemaskerd waren voordat hun identiteiten werden onthuld. De groep had de gimmick van 1%MC (een motorclub waarvan de leden zich buiten de wet stellen) waar de leden ook met motorfietsen rijden.

## Leden
- Bully Ray (voorzitter)
- Brooke Tessmacher (valet)
- Garett Bischoff
- Knux
- Taz
- D'Lo Brown (prospect; vicevoorzitter)
- Devon (Serjeant-at-Arms)
- D.O.C.
- Mr. Anderson (vicevoorzitter)
- Tito Ortiz (Serjeant-at-Arms)
- Wes Brisco

## In het worstelen
- Opkomstnummers
  - "Deadman's Hand" (instrumentaal) van Dale Oliver (18 oktober 2012 – heden)
  - "Deadman's Hand" van Dale Oliver & Serg Salinas (14 maart 2013)

## Prestaties
- Pro Wrestling Illustrated
  - PWI Feud of the Year (2012) vs. TNA
- Total Nonstop Action Wrestling
  - TNA Television Championship (1 keer) - Devon
  - TNA World Heavyweight Championship (2 keer, huidig) - Bully Ray
- Wrestling Observer Newsletter awards
  - Worst Gimmick (2012)